# Mincé du Fontbaré
Mincé du Fontbaré is een Zuid-Nederlandse adellijke familie.

## Geschiedenis

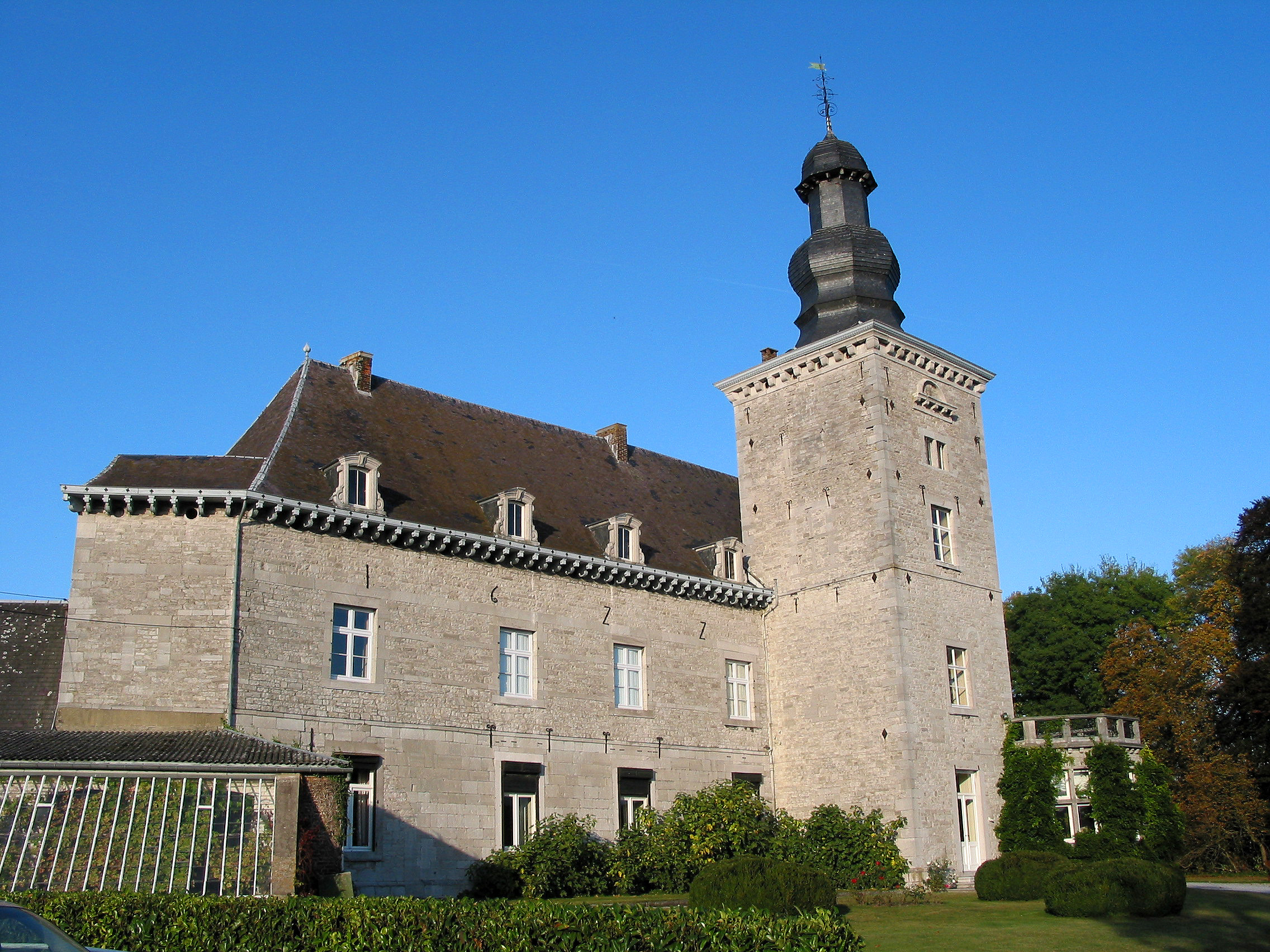
Het kasteel van Fumal, bewoond door de familie Mincé de Fontbaré

In 1723 werd aan de familie, die al langer een adellijke status voerde, adelserkenning verleend door keizer Karel VI in de persoon van jonkheer Jacques Mincé du Fontbaré.
Jacques Mincé du Fontbaré was op 23 november 1539 getrouwd met Madeleine de Bourgogne, dochter van Louis de Bourgogne, schepen van het prinsdom Sedan, die een nakomeling was van een bastaardzoon van een hertog van Bourgondië en Madeleine du Cloux. 
Een latere Jacques Mincé du Fontbaré kocht (of erfde) het kasteel van Fumal, dat sinds 1715 toebehoorde aan Séverin de Merode. Zijn nakomelingen voerden talrijke wijzigingen en verbouwingen uit. Tot heden bewonen nazaten het kasteel. Ook aan de restauratie van de parochiekerk van Fumal droegen ze sterk bij en ze hebben er een familiale begraafplaats.
Gedurende de hele 19e en 20e eeuw (tot aan de fusies van gemeenten) waren de barons Mincé du Fontbaré burgemeester van Fumal.

## Genealogie
- Jacques Mincé du Fontbaré (1653-1745), trouwde met Marie-Madeleine de Merode (1670-1750).
  - Antoine-Florentin Mincé du Fontbaré, heer van Fumal en lid van de Tweede stand van de provincie Namen, trouwde met Marie-Hélène d'Aix.
    - Antoine Joseph Florent Mincé du Fontbaré (Namen, 5 maart 1754 - Fumal, 7 september 1847), laatste heer van Fumal, burgemeester van Fumal, trouwde in 1786 in Fumal met Albertine de Legillon (1760-1819). In 1816, ten tijde van het Verenigd Koninkrijk der Nederlanden, werd hij erkend in de erfelijke adel met de titel baron, overdraagbaar bij eerstgeboorte, en met benoeming in de Ridderschap van Namen en Luik.
      - Désiré Mincé du Fontbaré (1796-1864), burgemeester van Fumal, trouwde in 1827 in Antwerpen met Eugénie della Faille (1797-1864).
        - Gustave Mincé du Fontbaré (1829-1900), burgemeester van Fumal, trouwde in 1852 in Engis met Virginie de Potesta (1830-1907).
          - Isabelle Mincé du Fontbaré (1853-1921), trouwde in 1895 in Fumal met baron Armand de Menten de Horne (1853-1939), provincieraadslid van Limburg, broer van ridder Albert de Menten de Horne, provincieraadslid van Limburg en volksvertegenwoordiger. Ze kregen een zoon, ridder Henry de Menten de Horne.
          - Charles Mincé du Fontbaré (1856-1927), burgemeester van Fumal, volksvertegenwoordiger en senator, trouwde in 1884 in Elsene met Eléonore de Cesve (1863-1933), kleindochter van Théophile de Cesve. Vanaf hem voegde de familie 'de Fumal' aan zijn naam toe.
            - Gustave Mincé du Fontbaré de Fumal (1887-1966), burgemeester van Fumal, trouwde in 1912 in Gent met Pauline de Hemptinne (1891-1978), kleindochter van graaf Joseph de Hemptinne.
              - Charles-Albert Mincé du Fontbaré de Fumal (1915-2007), advocaat, trouwde in 1946 in Schaarbeek met barones Clarisse van der Straten Waillet (1925-2007), kleindochter van Arthur Bosschaert de Bouwel, met afstammelingen tot heden.
              - Jean Mincé du Fontbaré de Fumal (1921-2022), schepen van Fumal en OCMW-voorzitter van Braives, trouwde in 1958 in Weillen met Joséphine de Giey (1936-2010), dochter van baron Joseph de Giey, burgemeester van Weillen en Onhaye, en kleindochter van baron Guillaume de Giey, met afstammelingen tot heden.

## Adellijke allianties
- De Rosen (1816), Della Faille (1827), De Potesta (1852), De Zerezo de Tejada (1854), Misson (1873), D'Otreppe de Bouvette (1880), De Cesve (1884), De Menten de Horne (1895), De Melotte de Lavaux (1898), De Hemptinne (1912), Van der Straten Waillet (1946), De Theux de Meylandt et Montjardin (1955), De Giey (1958)